# Katarzyna Hall
Pour les articles homonymes, voir Hall.
Katarzyna Hall (), née Kończa le 15 mars 1957 à Gdańsk, est une professeure polonaise, n'appartenant à aucun parti, ancienne ministre de l'Éducation nationale.

## Biographie

### Formation et début de carrière
Diplômée en mathématiques de l'université de Gdańsk, elle commence à travailler en 1980 dans une école secondaire, puis rejoint quatre ans plus tard l'institut de mathématiques de son ancienne université en tant que chercheuse. En 1989, elle s'implique dans la création de la première école privée à Gdańsk, dont elle est la première directrice, en réunissant un groupe de chercheurs de la Tricité afin d'élaborer le programme scolaire de l'école.

### Une spécialiste de l'éducation
Elle fait ensuite partie des créateurs de la fondation pour l'éducation de Gdańsk, et contribue en 1995 à la création d'établissements privés au sein de l'enseignement primaire indonésien. En 1999, elle intègre le conseil consultatif pour la réforme de l'éducation, où elle siège deux ans. En outre, elle est cheffe de l'équipe chargée de la rédaction d'un programme scolaire commun aux établissements privés polonais.

### Vie politique
Après avoir été choisie le 13 octobre 2006 comme adjointe au maire de Gdańsk, chargée de la politique sociale, Katarzyna Hall est nommée ministre de l'Éducation nationale de la Pologne, dans le gouvernement de coalition de centre droit dirigé par le nouveau président du Conseil des ministres libéral, Donald Tusk. Elle est remplacée, le 17 novembre 2011, par Krystyna Szumilas.

## Famille
Elle est mère de trois enfants, issus de ses deux premiers mariages. Son deuxième mari, Jan Tryba, est mathématicien et est décédé en 1992. Elle se remarie en 1996 avec Aleksander Hall, ministre de 1989 à 1990, et vit aujourd'hui à Sopot.